# Пътнически ръкав
Пътническият ръкав е затворен подвижен мост, който обикновено свързва изход на летищен терминал със самолета и, в някои случаи, от пристанище до лодка или кораб, позволявайки на пътниците да се качват или слизат от борда без да излизат навън. В зависимост от конструкцията на сградата, височината на праговете, позициите за гориво и оперативни изисквания, ръкавът може да бъде фиксиран или преместен, движейки се бавно по дължина. Пътническият ръкав е изобретен от Франк Дер Юен.

## История
Преди въвеждането на ръкавите, пътниците обикновено се качват на борда вървейки по перона (рампата), след което се качват по подвижни стълбища.
Юнайтед Еърлайнс тества по-ранен прототип Air Dock през 1954 г. Първият оперативен Aero-Gangplank, както е наречен от създалетя Lockheed Air Terminal, е инсталиран от Юнайтед в чикагското летище О'Хеър през 1958 г.